# Туло дьо Графенрийд
Барон Еманюел (Туло) дьо Графенрийд (на френски: Emmanuel 'Toulo' de Graffenried е бивш швейцарски пилот от Формула 1. 

## Биография
Роден на 18 май 1914 година в Париж, Франция. Баща му е швейцарският барон Лео де Графенрийд, а майка му е американка – Ирма Стърн.
Еманюел дьо Графенрийд започва състезателната си кариера през 1936 г. със собствен автомобил – Maserati Voiturette. Прави своя дебют във Формула 1 в първото състезание в историята на шампионата –  Голямата награда на Великобритания, която се провежда на 13 май 1950 година на пистата Силвърстоун близо до град Силвърстоун, Великобритания.
През следващите шест години участва общо в 23 състезания, като печели 9 точки. Най-доброто му класиране е четвъртото място в Голямата награда на Белгия през 1953 г.
След оттеглянето си от състезанията, Графенрийд управлява собствена автокъща в Лозана. Той също така играе като дубльор на Кърк Дъглас във филма The Racers.
Еманюел дьо Графенрийд е последният жив пилот, участвал в първия Световен шампионат на Формула 1. Умира на 22 януари 2007 г. в Лонай, Швейцария.